# Uadi el-Hudi
El uadi el-Hudi es un uadi que se encuentra en el desierto Oriental de Egipto, a unos 35 km al sureste de Asuán, al sur de Egipto. En esta área, especialmente en el Reino Medio de Egipto (alrededor de 2.000 a 1.730 a. C.), se extrajeron diversas materias primas, principalmente la preciada amatista, un mineral de cuarzo de color violeta muy apreciado en Egipto en esa época. Con la amatista se confeccionaron un gran número de joyas convirtiéndose en un artículo de alto estatus entre la nobleza y los funcionarios. Diversos faraones llevaron a cabo expediciones mineras destinadas a llevar piedras preciosas a los talleres reales, explotando las minas de forma masiva y dejando inscripciones de esas expediciones.

## Arqueología
Uadi el-Hudi es importante arqueológicamente por el alto número de inscripciones, estelas que datan principalmente del Reino Medio. Los restos de las edificaciones que han sobrevivido datan sobre todo de esa época y de la época romana de Egipto, y pertenecen a los trabajadores que vivían allí, además de asentamientos fortificados que pueden haber servido en algunos casos para fines administrativos. 
Las primeras inscripciones datables en el uadi pertenecen a Mentuhotep IV de la dinastía XI, que reinó alrededor del 2.000 a. C. Existen cinco textos que datan del primer año de su reinado e informan claramente que el objetivo de la expedición es traer la amatista. Otras inscripciones datan de la dinastía XII con el faraón Sesostris I donde en una de ellas se menciona al visir Intefiqer, y otra al alto funcionario Hor. Los faraones de la  XII dinastía Amenemhat II, Sesostris III y Amenemhat III también están atestiguados con inscripciones de diversas expediciones. El último faraón de la XII dinastía que envió una expedición al uadi fue Amenemhat IV. Por último, hay varios textos que evidencian una expedición bajo  Sebekhotep IV de la XIII dinastía, durante el sexto año de su reinado. La diosa Hathor, que es llamada la señora de la amatista, aparece a menudo en las inscripciones.
Desde 2014, egiptólogos pertenecientes a la Wadi el-Hudi Expedition han topografiado, documentado y excavado hasta 39 sitios arqueológicos descubiertos hasta ahora. Como una cápsula del tiempo en el desierto, algunos están increíblemente bien conservados, con muros de hasta dos metros de altura. Estos yacimientos arqueológicos con sus inscripciones podrían ayudar a comprender la minería, la organización del trabajo, el uso o no de esclavos, las interacciones entre Egipto y Nubia o la forma en que llegaba el suministro necesario para trabajadores y soldados.
Así en una inscripción de Sesostris I encontrada en el uadi aparece:

"Todo iuntiu de Nubia que se reconozca súbdito en calidad de servidor al poder de este soberano perfecto, su estirpe durará eternamente."

En marzo de 2019 se han publicado nuevos descubrimientos de inscripciones en estelas y ostraca, donde curiosamente se refleja que los mineros estaban contentos con su trabajo y zonas desde donde los soldados vigilaban. También se ha encontrado una estela escrita por orden de un alto funcionario llamado Usersatet, que  fue virrey de Kush.
Se conocen otras actividades mineras, incluida la extracción de oro, durante otros períodos de la historia faraónica de Egipto, hasta el período romano, o tal vez en el período árabe primitivo.